# James A. Reed

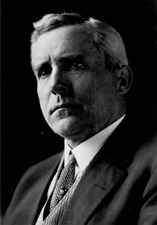
James A. Reed

James Alexander Reed (* 9. November 1861 bei Mansfield, Ohio; † 9. September 1944 im Oscoda County, Michigan) war ein US-amerikanischer Politiker (Demokratische Partei), der den Bundesstaat Missouri im US-Senat vertrat.

## Anwalt und Bürgermeister von Kansas City
James A. Reed kam auf einer Farm im Richland County zur Welt und zog mit seiner Familie im Alter von drei Jahren nach Cedar Rapids in Iowa, wo er die öffentlichen Schulen und das Coe College besuchte. Er wurde Rechtsanwalt und ließ sich in Kansas City in Missouri nieder. Dort gehörte er von 1897 bis 1898 dem Stadtrat an; anschließend war er bis 1900 Staatsanwalt des Jackson County, ehe er in diesem Jahr als Nachfolger von James M. Jones das Amt des Bürgermeisters von Kansas City übernahm.
In dieser Zeit brachte er es landesweit zu großem Ansehen, als es unter seiner Anleitung gelang, die Convention Hall innerhalb von 90 Tagen wieder aufzubauen. Das 1899 eröffnete Veranstaltungsgebäude brannte am 4. April 1900 nieder; am 4. Juli desselben Jahres sollte dort die Democratic National Convention stattfinden. Reed gelang es, die notwendigen Arbeiten schnell genug voranzutreiben, sodass der Parteitag der Demokraten pünktlich in Kansas City beginnen konnte.

## Senator
Im Jahr 1910 wurde James Reed in den US-Senat gewählt. Dort verblieb er drei Sitzungsperioden lang, ehe er 1929 auf eigenen Wunsch aus dem Kongress ausschied. Im Senat profilierte er sich als Gegner der Korruption sowie von Regierungsprogrammen, die aus seiner Sicht nutzlos waren. Im Gegensatz zu vielen Mitgliedern seiner Partei war er ein Gegner des Völkerbundes. 1928 und 1932 bewarb er sich jeweils erfolglos um die Präsidentschaftskandidatur der Demokraten.
Um den Staat Missouri machte er sich 1913 verdient. Als Mitglied des Senate Banking Committee änderte er seine Stimme bezüglich des Federal Reserve Act, der somit in Kraft treten konnte. Als Folge erhielt Missouri zwei der Federal Reserve Banks, die in St. Louis und Kansas City angesiedelt wurden, und ist damit der einzige Bundesstaat mit zwei Niederlassungen der Zentralbank.
Als Reed den Senat verließ, verfasste der Schriftsteller Henry L. Mencken eine Würdigung, in der er den Einsatz des Politikers gegen „Demagogen und Scharlatane“ beider Parteien hervorhob. Reed kehrte nach Missouri zurück und arbeitete wieder als Jurist; zudem war er aktives Mitglied der Civitan-Bewegung. Er verstarb auf seinem Sommersitz in Michigan.